# Série statistique
En mathématiques, une série statistique est simplement une liste de valeurs d’un même ensemble, dans laquelle l’ordre des termes n’est pas significatif (a contrario d’une série temporelle).
Une telle liste est en général obtenue à partir d’une population au sens statistique du terme, c’est-à-dire des éléments d’une catégorie que l’on souhaite étudier (des personnes, d’autres êtres vivants, des organisations, des produits économiques…). Pour chaque individu sélectionné, on mesure une ou plusieurs variables ou caractères. Chaque variable peut être quantitative (numérique et représentant une grandeur comme une quantité, une taille, un cout) ou qualitative (couleur, genre, orientation politique…)
On peut aussi obtenir une série statistique à l’aide d’une simulation informatique ou de phénomènes physiques.
L’étude d’une série statistique dépend du nombre de variables relevées et de leur nature.
Pour une série statistique à une variable quantitative, on définit des indicateurs classiques que sont la moyenne, la médiane, le mode, les quartiles, déciles et autres quantiles, ainsi que des indicateurs de dispersion comme l’écart interquartile, la variance, l’écart type… On peut ensuite comparer la distribution empirique avec des lois de probabilité usuelles et définir des intervalles de confiance pour leurs paramètres.
Pour une série statistique à une variable qualitative, on peut déjà calculer les effectifs de chaque valeur observée et calculer les fréquences associées.
Pour une série statistique à deux variables (ou plus), des méthodes permettent entre autres d’évaluer la liaison entre les variables.